# 마랭 메르센

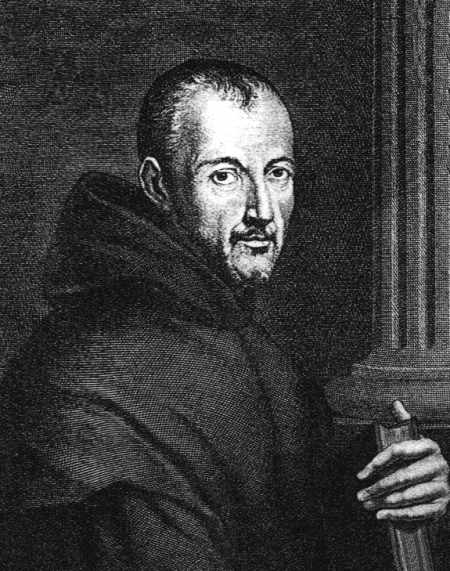
마랭 메르센

마랭 메르센(프랑스어: Marin Mersenne, 1588년 9월 8일~1648년 9월 1일)은 프랑스의 철학자이자 물리학자이며 수학자이다.
프랑스 Maine 지방의 Oize 태생(현재의 사르트주)으로, 라플레슈의 예수회 대학교에 입학해서 동창생인 르네 데카르트를 만났고, 그 후 피에르 드 페르마•갈릴레오 갈릴레이•크리스티안 하위헌스•에반젤리스타 토리첼리 등과 교류하였다. 수많은 학자와 서신 교환을 통해 연구 성과를 공유함으로써 학문 발전에 크게 이바지했다.
완전수 및 메르센 소수 등 연구를 통해 정수론 분야에서 중요한 업적을 남겼다.
또한, 그는 프랑스의 저명한 수학자인 블레즈 파스칼의 스승으로도 유명하다.

## 같이 보기
- 메르센 소수